# John Neville, 1. markis af Montagu
John Neville, 1. marquesse af Montagu KG (ca. 1431 - 14. april 1471) var en mægtig stormand i det 15. århundredes England. Han var en yngre søn af Richard Neville, 5. jarl af Salisbury og hans hustru Alice Montagu, og den yngre bror til Richard Neville, jarl af Warwick, "Kongemageren".
Fra en tidlig alder var han involveret i at kæmpe for sin slægt, især i den fejde, der brød ud i 1450'erne med Neville-familiens største regionale rivaler, Percy-familien. John Neville var personligt ansvarlig for meget af volden, indtil han sammen med sine brødre besejrede og fængslede deres fjender. Dette fandt sted på baggrund af en krise i centralstyret. Kongen, Henrik 6., der allerede var kendt som en svag hersker, led et mentalt sammenbrud, der førte til et protektorat ledet af Johns onkel, Richard, hertug af York. Inden for to år var der udbrudt en væbnet konflikt, med York i åbenlyst oprør mod kongen og hans Neville fætre støttede ham. John kæmpede med sin far og Warwick mod kongen i Det 1. slag ved St Albans, hvor var sejrrige.
Efter et par års urolig fred gjorde York-fraktion atter oprør, og John Neville kæmpede sammen med sin far og ældre bror Thomas i Slaget på Blore Heath i september 1459. Selvom det lykkedes jarlen af Salisbury at kæmpe imod Lancaster-styrkerne, blev begge hans sønner taget til fange, og John tilbragte det år sammen med Thomas i fængsel. Efter løsladelsen i 1460 deltog han i den York-styret. Hans far og bror faldt i kamp lige efter jul 1460, og i februar det næste år kæmpede John, nu ophøjet i adelsstanden som Lord Montagu, og Warwick mod Lancaster-hæren igen i St. Albans. John blev igen taget til fange og ikke løsladt, før hans fætter Edvard, Yorks søn, havde vundet en afgørende sejr i Towton i marts 1461 og blev kong Edvard 4. .
John Neville blev hurtigt sammen med Warwick repræsentanter for kongens magt i Nordengland, som stadig var præget af politisk turbulens, da der stadig var et stort antal Lancaster-støtter på fri fod til at forsøge at gøre oprør mod det nye regime. Da hans bror Warwick blev mere involveret i national politik og centralstyret, var det John, der havde opgaven med endeligt at besejre de sidste rester af Lancaster-styrker i 1464 (Slaget ved Hedgeley Moor og Slaget ved Hexham). Efter disse sejre blev Montagu, i det der er blevet beskrevet som et højdepunkt for hans slægt, ophøjet til jarl af Northumberland. Omkring samme tid blev hans bror Warwick imidlertid mere og mere utilfreds med sit forhold til kongen. Han begyndte at tilskynde til oprør mod Edvard 4. i Nordengland, og til sidst tog han ham til fange i juli 1469. Til at starte hjalp Montagu med at slå denne utilfredshed ned og opfordrede også Warwick til at frigive Edvard. Til sidst drog hans bror dog i fransk eksil med kongens bror Georg, hertug af Clarence, i marts 1470.
Under Warwicks eksil fratog kong Edvard Montagu titlen som jarl af Northumberland, og gjorde ham i stedet til markis af Montagu. John Neville ser ud til at have set dette som en forringelse af rang og accepterede det med dårlig ynde. Han ser især ud til at have klaget over manglen på jordegods, som hans nye titel som markis havde bragte med sig, og kaldte det rene "rapserier". Da jarlen af Warwick og Clarence vendte tilbage, afledte de Edvard med et oprør i nord, som kongen beordrede Montagu til at rejse tropper for at slå ned i kongens navn. Men Montagu, der havde rejst en lille hær, vendte sig mod Edvard og tog ham næsten til fange i Olney, Buckinghamshire. Kongen flygtede sammen med sin anden bror Richard, hertug af Gloucester i eksil i Burgund.
Mens han havde været i eksil, havde Warwick allieret sig med den tidligere konge, Henrik 6. og hans dronning, Margrete af Anjou. Henrik genindsat på tronen, og Warwick styrede nu effektivt kongedømmet. Inden for året var Edvard og Gloucester vendt tilbage. Da de landede i Yorkshire kun få kilometer fra Montagu, der ikke gjorde noget for at stoppe dem, marcherede York-hæren sydpå og rejste en hær. Montagu fulgte efter dem, og da han mødtes med sin bror i Coventry, konfronterede de Edvard på en slagmark ved Barnet. John Neville blev hugget ned i kampen, Warwick døde kort tid efter, og inden for en måned havde Edvard genvundet sin trone, og Henrik 6. og hans linje var blevet blev udslettet. Montagu blev begravet i Bisham Priory, Berkshire.

## Familie
Med Isabelle Ingaldsthorpe fik John Neville en søn og fem døtre:
- George Neville, hertug af Bedford (ca. 1461–1483). Det ser ud til, at Montagu havde ønsket at gifte George med Anne, arving til hertugen af Exeter. Dog var hun blevet gift med jarlen af Dorset i 1466. [2] George døde uden afkom efter at være blevet frataget sit hertugdømme i 1478.[3]

- Anne Neville, som blev gift med Sir William Stonor af Stonor i Pyrton, Oxfordshire, et barnebarn af William de la Pole, 1. hertug af Suffolk.[1]
- Elizabeth blev først gift med Thomas Scrope, 6. baron Scrope of Masham, som var en dedikeret York-støtte hele sin karriere,[4] og anden Sir Henry Wentworth fra Nettlestead.[1]
- Margaret Neville blev først giftede med Sir John Mortimer (som døde inden den 12. november 1504),[5] eneste søn af Sir Hugh Mortimer og Eleanor Cornwall,[6][7] og for anden gang med Charles Brandon, 1. hertug af Suffolk, og for tredje gang med Robert Downes[1][8]
- Lucy blev først gift med Sir Thomas FitzWilliam af Aldwark, North Yorkshire og for anden gang med Sir Anthony Browne.[1]
- Isabel blev først gift med Sir Thomas Huddleston af Millom, Cumberland[9] (Huddleston-familien af Millom var en vigtig lokal familie og Neville-familiens gamle allierede),[10] og for anden gang med Sir William Smythe fra Elford i Staffordshire.[1]

Nevilles enke giftede sig igen den 25. april 1472 og blev Sir William Norreys af Yattendons anden hustru.

## Yderligere læsning
- Pollard, A. J. (2004). Neville, Richard, fifth earl of Salisbury (1400–1460). 19954.
- Pollard, A. J. (2007). Warwick the Kingmaker: Politics, Power and Fame. London. ISBN 184725182X.